# قياس باطل
القياس الباطل هو مغالطة صورية مرتبطة بالقياس القاطع لما هو باطل (غير صحيح)، لأن المصطلح الرئيسي غير موزع في الافتراض الرئيسي ولكنه موزع في الاستنتاج.
تحتوي هذه المغالطة على شكل المناقشة التالية:
1. جميع (A) تكون (B)
2. (C) ليست (A)
3. بالتالي، (C) ليست (B)

مثال:
1. كل الكلاب ثدييات
2. القطط ليست كلابًا
3. بالتالي، ليست القطط ثدييات

في هذا التعبير، المصطلح الرئيسي هو "الثدييات"، ويُوزع هذا المصطلح في الاستنتاج (البيان الأخير) لأننا نتحدث بشأن خاصية لجميع الثدييات بأنهم ليسوا قططًا. مع ذلك، لايُوزع هذا المصطلح في الفرضية الأولى (البيان الأول) لأننا نتحدث فقط عن خاصية لبعض الثدييات: فقط بعض الثدييات كلاب.
الخطأ في افتراض أن العكس من العبارة الأولى (أن جميع الثدييات هي الكلاب) صحيح أيضًا.
بالرغم من ذلك، تختلف شكل المناقشة التالية عن المثال المذكور سابقًا، كما أنها صحيحة:
1. جميع (A) تكون (B)
2. (B) ليست (C)
3. بالتالي، (C) ليست (A)